# Cecidomyia stercoraria
Cecidomyia stercoraria är en tvåvingeart som först beskrevs av Rubsaamen 1891.  Cecidomyia stercoraria ingår i släktet Cecidomyia och familjen gallmyggor.
Artens utbredningsområde är New York. Inga underarter finns listade i Catalogue of Life.